# Stoișești (okręg Vaslui)
Stoișești – wieś w Rumunii, w okręgu Vaslui, w gminie Banca. W 2011 roku liczyła 604 mieszkańców.